# Сан-Жуан-ду-Пиауи

Сан-Жуан-ду-Пиауи на карте штата.

Сан-Жуан-ду-Пиауи (порт. São João do Piauí) — муниципалитет в Бразилии, входит в штат Пиауи. Составная часть мезорегиона Юго-восток штата Пиауи. Входит в экономико-статистический микрорегион Алту-Медиу-Канинде. Население составляет 19 548 человек на 2010 год. Занимает площадь 1527,773 км². Плотность населения — 12,80 чел./км².

## Демография
Согласно сведениям, собранным в ходе переписи 2010 г. Национальным институтом географии и статистики (IBGE), население муниципалитета составляет:
| Полное население                               | Полное население                               | Полное население                               | Полное население                               | 19 548 |
| ---------------------------------------------- | ---------------------------------------------- | ---------------------------------------------- | ---------------------------------------------- | ------ |
| в том числе:                                   | Городское население                            | 13 470                                         | Процент городского населения, %                | 68,91  |
|                                                | Сельское население                             | 6078                                           | Процент сельского населения, %                 | 31,09  |
|                                                | Мужское население                              | 9584                                           | Процент мужского населения, %                  | 49,03  |
|                                                | Женское население                              | 9964                                           | Процент женского населения, %                  | 50,97  |
| Плотность населения, чел/км²                   | Плотность населения, чел/км²                   | Плотность населения, чел/км²                   | Плотность населения, чел/км²                   | 12,80  |
| Население муниципалитета в % к населению штата | Население муниципалитета в % к населению штата | Население муниципалитета в % к населению штата | Население муниципалитета в % к населению штата | 0,63   |

По данным оценки 2016 года, население муниципалитета составляет 20 146 жителей.

## История
Город основан в 1906 году.

## Статистика
- Валовой внутренний продукт на 2003 год составляет 28 059 832,00 реалов (данные: Бразильский институт географии и статистики).
- Валовой внутренний продукт на душу населения на 2003 год составляет 1527,23 реалов (данные: Бразильский институт географии и статистики).
- Индекс развития человеческого потенциала на 2000 год составляет 0,650 (данные: Программа развития ООН).